# 1907 w muzyce
Wydarzenia muzyczne w 1907 roku.

## Urodzili się
- 6 stycznia
  - Stefania Górska, polska aktorka, piosenkarka i tancerka (zm. 1986)
  - Yolanda Ostaszewska, polska pedagog, muzyk, skrzypaczka (zm. 2002)
- 7 stycznia – Nicanor Zabaleta, harfista narodowości baskijskiej (zm. 1993)
- 9 stycznia – Feliks Konarski, polski poeta, pisarz, aktor, pieśniarz (zm. 1991)
- 14 stycznia – Alina Nowak-Romanowicz, polska muzykolog (zm. 1994)
- 17 stycznia – Henk Badings, holenderski kompozytor awangardowy (zm. 1987)
- 18 stycznia – János Ferencsik, węgierski dyrygent (zm. 1984)
- 20 stycznia – Jorgjia Truja, albańska śpiewaczka operowa (sopran liryczny) (zm. 1995)
- 28 stycznia – Constantin Régamey, polsko-szwajcarski kompozytor, krytyk muzyczny i indolog (zm. 1982)
- 1 lutego
  - Camargo Guarnieri, brazylijski kompozytor i dyrygent (zm. 1993)
  - Sándor Veress, węgierski kompozytor, profesor konserwatorium w Budapeszcie (zm. 1992)
- 7 lutego – Władysław Eiger, polski kompozytor, dyrygent i aranżer pochodzenia żydowskiego (zm. 1991)
- 15 lutego – Jean Langlais, francuski organista i kompozytor (zm. 1991)
- 16 lutego – Fernando Previtali, włoski dyrygent (zm. 1985)
- 17 lutego – Marjorie Lawrence, australijska śpiewaczka operowa (sopran) (zm. 1979)
- 21 lutego – Zdzisława Wojciechowska, polska wiolonczelistka, pedagog muzyczny (zm. 1985)
- 27 lutego – Mildred Bailey, amerykańska wokalistka i pianistka, pierwsza niemurzyńska śpiewaczka jazzowa (zm. 1951)
- 15 marca – Zarah Leander, szwedzka aktorka i piosenkarka (zm. 1981)
- 17 kwietnia – Jeronimas Kačinskas, litewski kompozytor i dyrygent (zm. 2005)
- 18 kwietnia – Miklós Rózsa, węgierski kompozytor pochodzenia żydowskiego, twórca muzyki filmowej (zm. 1995)
- 21 kwietnia – Antoni Szałowski, polski kompozytor muzyki poważnej (zm. 1973)
- 29 kwietnia – Tino Rossi, francuski piosenkarz pochodzenia włoskiego (zm. 1983)
- 1 maja – Kate Smith, amerykańska piosenkarka (zm. 1986)
- 5 maja – Yoritsune Matsudaira, japoński kompozytor (zm. 2001)
- 27 maja – Lina Pagliughi, włoska śpiewaczka operowa (sopran) (zm. 1980)
- 25 czerwca – Wacław Geiger, polski muzyk, kompozytor i pedagog (zm. 1988)
- 17 lipca – Kristo Kono, albański muzyk i kompozytor (zm. 1991)
- 19 lipca – Günter Bialas, niemiecki kompozytor i pedagog (zm. 1995)
- 25 lipca
  - Johnny Hodges, amerykański saksofonista i klarnecista jazzowy (zm. 1970)
  - Karl Höller, niemiecki kompozytor (zm. 1987)
- 26 lipca
  - Gioconda de Vito, włoska skrzypaczka (zm. 1994)
  - André Gertler, węgierski skrzypek i pedagog muzyczny (zm. 1998)
- 5 sierpnia – Adam Kopyciński, polski dyrygent i kompozytor, profesor (zm. 1982)
- 6 sierpnia – Tadeusz Zygadło, polski skrzypek (zm. 1990)
- 8 sierpnia – Benny Carter, amerykański saksofonista altowy, trębacz, klarnecista, kompozytor, aranżer i bandlider jazzowy (zm. 2003)
- 12 sierpnia – Gladys Bentley(inne języki), amerykańska wokalistka bluesowa (zm. 1960)
- 16 sierpnia – Alexander Boscovich, izraelski kompozytor muzyki poważnej (zm. 1964)
- 17 sierpnia – Zygmunt Mycielski, polski kompozytor, publicysta, pisarz i krytyk muzyczny (zm. 1987)
- 20 sierpnia – Anatole Fistoulari, brytyjski dyrygent pochodzenia rosyjskiego (zm. 1995)
- 21 sierpnia – Hy Zaret, amerykański kompozytor, autor tekstów piosenek (zm. 2007)
- 7 września – Ahmet Adnan Saygun, turecki kompozytor i etnomuzykolog (zm. 1991)
- 11 września – Lew Oborin, rosyjski pianista; zwycięzca I Międzynarodowego Konkursu Pianistycznego im. Fryderyka Chopina w 1927 (zm. 1974)
- 23 września
  - Tiny Bradshaw, amerykański muzyk jazzowy i rhythm and bluesowy, lider zespołu, wokalista, kompozytor, pianista i perkusista (zm. 1958)
  - Jerzy Kołaczkowski, polski dyrygent, kompozytor, publicysta muzyczny (zm. 1995)
  - Jarmila Novotná, czeska śpiewaczka operowa (sopran) (zm. 1994)
- 1 października – Ödön Pártos, izraelski kompozytor, skrzypek, altowiolista i pedagog pochodzenia węgierskiego (zm. 1977)
- 12 października – Wolfgang Fortner, niemiecki kompozytor (zm. 1987)
- 27 października – Helmut Walcha, niemiecki organista, klawesynista, wykładowca i kompozytor (zm. 1991)
- 28 października – Miguel Caló, argentyński bandoneonista, szef orkiestry tanga argentyńskiego, kompozytor (zm. 1972)
- 30 października
  - Ludomir Marczak, polski kompozytor, działacz socjalistyczny, dziennikarz (zm. 1943)
  - György Ránki, węgierski kompozytor (zm. 1992)
- 3 listopada – Alfons Rezler, polski skrzypek, dyrygent, pedagog i działacz kultury (zm. 1939)
- 4 listopada – Józef Karol Lasocki, polski dyrygent, kompozytor, pedagog i organizator życia muzycznego (zm. 1996)
- 18 listopada – Compay Segundo, kubański muzyk, gitarzysta i kompozytor (zm. 2003)
- 8 grudnia – Tony Aubin, francuski kompozytor i dyrygent (zm. 1981)
- 12 grudnia
  - Roy Douglas, brytyjski kompozytor, pianista i aranżer (zm. 2015)
  - Stanisław Golachowski, polski muzykolog (zm. 1951)
- 17 grudnia – Anatolij Lepin, rosyjski i radziecki kompozytor muzyki poważnej i rozrywkowej (zm. 1984)
- 20 grudnia – Al Rinker, amerykański piosenkarz i kompozytor jazzowy (zm. 1982)
- 25 grudnia
  - Kristaq Antoniu, albański aktor i śpiewak operowy (tenor, baryton) (zm. 1979)
  - Cab Calloway, amerykański piosenkarz jazzowy (zm. 1994)
- 28 grudnia – Roman Palester, polski kompozytor (zm. 1989)

## Zmarli
- 15 stycznia – Clémence de Grandval, francuska kompozytorka (ur. 1828)
- 25 stycznia – Oskar Meister, niemiecki organista i dyrygent (ur. 1846)
- 5 lutego – Ludwig Thuille, austriacki kompozytor i pedagog (ur. 1861)
- 24 lutego – Otto Goldschmidt, niemiecki kompozytor, dyrygent i pianista (ur. 1829)
- 7 marca – Victor Alphonse Duvernoy, francuski pianista i kompozytor (ur. 1842)
- 13 marca – Fritz Scheel, niemiecki dyrygent i skrzypek (ur. 1852)
- 3 kwietnia – Désirée Artôt, belgijska śpiewaczka operowa (mezzosopran, sopran) (ur. 1835)
- 26 kwietnia – Josef Hellmesberger Jr., austriacki kompozytor, skrzypek i dyrygent (ur. 1855)
- 11 maja – Hermann Deiters, niemiecki muzykolog (ur. 1833)
- 2 czerwca – Anastazy Dreszer, polski pianista, kompozytor i pedagog muzyczny (ur. 1845)
- 19 czerwca – Hugo Hartmann, niemiecki organista, nauczyciel muzyki i kompozytor (ur. 1862)
- 15 sierpnia – Joseph Joachim, węgierski skrzypek-wirtuoz, dyrygent, kompozytor (ur. 1831)
- 4 września – Edvard Grieg, norweski pianista, dyrygent i kompozytor (ur. 1843)
- 17 września – Ignaz Brüll, austriacki kompozytor i pianista pochodzenia morawskiego (ur. 1846)
- 4 października – Alfredo Keil, portugalski kompozytor, malarz i poeta niemieckiego pochodzenia, twórca portugalskiej opery narodowej i hymnu państwowego Portugalii (ur. 1850)
- 12 października – Walery Wysocki, polski śpiewak (bas), profesor śpiewu (ur. 1835)
- 10 listopada – Charles Dancla, francuski skrzypek, kompozytor i pedagog (ur. 1817)
- 21 listopada – Gaetano Braga, włoski kompozytor i wiolonczelista (ur. 1829)
- 27 listopada – Ricardo Castro Herrera, meksykański kompozytor i pianista (ur. 1864)
- 28 listopada – Enrico Delle Sedie, włoski śpiewak operowy (baryton) (ur. 1822)